# Ramejki
Ramejki (en rus: Рамежки) és un poble de l'óblast de Vladímir, a Rússia, segons el cens del 2012 tenia 29 habitants. Pertany al districte municipal de Múrom.